# يورغن بيبينبورغ
يورغن بيبينبورغ (بالألمانية: Jürgen Piepenburg)‏ (مواليد 10 يونيو 1941) هو لاعب كرة قدم ألماني سابق، كان يلعب بمركز الهجوم.
قضى كامل حياته الكروية في مستوى أسف فوروارتس، وهو الدوري الخاص بقسم الرياضة بجيش ألمانيا الشرقية. بعدما تأهل للمستوى الثاني من الدوري، لعب بيبينبورغ مع فوروارتس برلين في الفترة من عام 1963 إلى 1971، ثم انتقل لنادي فرانكفورت فيكتوريا ولعب معهم 4 سنوات. اعتزل بيبينبورغ وقد شارك في 236 مباراة في در-أوبيرليغا، وسجل 79 هدفاً. بينما على الصعيد الأوروبي فقد سجل 11 هدفاً في كأس أوروبا، وهو رقم قياسي للاعب ألمانيا الشرقية. وكان هداف البطولة في البطولة نسخة 1966-67، جنبا إلى جنب مع البلغاري باول فان همست، برصيد ستة أهداف.

## روابط خارجية
- يورغن بيبينبورغ على موقع قاعدة بيانات كرة القدم.إي يو (الإنجليزية)
- يورغن بيبينبورغ على موقع بيانات كرة القدم. دي إي (الألمانية)
- يورغن بيبينبورغ على موقع عالم كرة القدم.نت (الإنجليزية)